# Michael Schoy
Michael Schoy (* 12. Mai 1965 in Balingen) ist ein Brigadegeneral des Heeres der Bundeswehr und seit dem 28. März 2022 Kommandeur des Zentrums für Verifikationsaufgaben der Bundeswehr in Geilenkirchen.

## Militärische Laufbahn
Schoy trat 1984 in die Bundeswehr ein und wurde zum Offizier der Pioniertruppe ausgebildet. Von 1985 bis 1989 studierte er Pädagogik an der Universität der Bundeswehr München. Anschließend war er bis 1991 Zugführer im Pionierbataillon 10 in Ingolstadt und danach Erkundungsoffizier und stellvertretender Kompaniechef der Panzerpionierkompanien 290 und 550. Vom 30. März 1993 bis zum 30. März 1995 war er Kompaniechef der 4./Gebirgspionierbataillon 8 in Brannenburg. Es folgte eine Verwendung als Hörsaalleiter an der Unteroffizierschule des Heeres in Weiden in der Oberpfalz. 
1996 trat Schoy die Ausbildung zum Offizier im Generalstabsdienst an der Führungsakademie der Bundeswehr in Hamburg an. In seiner ersten Verwendung als Stabsoffizier wurde er 1998 G3 Operationen im Kommando Spezialkräfte in Calw. Danach wechselte er 2000 in den Führungsstab der Streitkräfte nach Bonn, wo er Stabsoffizier des Stabsabteilungsleiters Planung war. Von 2002 bis 2003 absolvierte Schoy den Command and Staff Course 29 am Canadian Forces College in Toronto (Kanada). Infolge wurde er Chef des Stabes der Luftlandebrigade 26 in Saarlouis und danach von 2005 bis 2007 Kommandeur des Panzerpionierbataillons 1 in Holzminden. Sein Nachfolger wurde Oberstleutnant Jörg See. Schoy wurde Hörsaalleiter A im 3. Teilstreitkräfteübergreifenden General- und Admiralstabsdienstlehrgang an der Führungsakademie der Bundeswehr in
Hamburg und 2008 Referent und Stabsoffizier beim Leiter Planungsstab im Bundesministerium der Verteidigung in Berlin.
Ab 2010 nahm Schoy am Advanced Operational Art Studies Fellowship Program an der School of Advanced Military Studies der US Army in Fort Leavenworth in Kansas in den Vereinigten Staaten teil, wo er von 2011 bis 2012 Seminarleiter 1 war. Dann folgte 2012 die Versetzung nach Münster als Abteilungsleiter G5 (Planung und Politik) des I. Deutsch-Niederländischen Corps. Ab 2013 war er Unterabteilungsleiter Einsatz Ausland im Kommando Streitkräftebasis in
Bonn, ab 2014 Leiter des Büros der beamteten Staatssekretärin im Bundesministerium und der Verteidigung in Berlin und ab 2017 Leiter des Deutschen Verbindungskommandos beim United States Central Command in Tampa in Florida.
Tampa.
Am 1. Januar 2018 wurde Schoy stellvertretender Chef des Stabes für Ausbildung und Übung des I. Deutsch-Niederländischen Corps sowie Standortältester des Bundeswehrstandortes Münster. Diese Dienststellung hatte er bis zu seiner Ernennung zum Kommandeur des Zentrums für Verifikationsaufgaben der Bundeswehr am 28. März 2022 inne.

## Auslandseinsätze
- NATO Combined Joint Special Operations Task Force Headquarters Nordmazedonien, 12/1998 – 03/1999
- Branch Chief für Verteidigungsreform in Bosnien und Herzegowina im NATO-Headquarters in Sarajevo, 09/2005 – 12/2005
- Command Group Headquarters ISAF Joint Force Command Kabul / Afghanistan, 01/2013 – 09/2013

## Auszeichnungen
- Einsatzmedaille EUFOR
- Einsatzmedaille ISAF
- Ehrenkreuz der Bundeswehr in Silber

## Mitgliedschaften
Schoy ist Mitglied im Bund Deutscher Pioniere.